# کولزهایم
شهر کولزهایم (به آلمانی: Külsheim) در ایالت بادن-وورتمبرگ در کشور آلمان واقع شده‌است.